# Silver Fist
Silver Fist fue una banda española de heavy metal con influencias de thrash metal y speed metal, formada en 2002 y disuelta en 2023.

## Historia
Tras la disolución de Muro, el cantante Silver Solórzano y el batería Iván Manzano decidieron formar una nueva banda a finales de 2002.
En 2003, la banda realizó conciertos en Madrid, incluyendo una actuación como teloneros de Saratoga y Motörhead. También participaron en el festival Viña Rock en 2003 y 2005.
En octubre de 2003, Silver Fist firmó con la discográfica Avispa Music y grabó su primer álbum, Ave Fénix, que fue lanzado en abril de 2005. El álbum incluía un CD con canciones originales y un segundo CD con versiones de temas clásicos de heavy metal.  Posteriormente, Diego López (guitarra) y José M. Pérez (bajo) se unieron a la banda.
En 2004, la banda grabó una versión de "Killer of Giants" para el álbum tributo a Ozzy Osbourne, Tribute to a Madman, producido por Jorge Escobedo (Sôber, Skizoo).  Esta colaboración llevó a la banda a participar en el festival Viña Rock 2005 bajo el nombre de "The Mad Ones", junto con otros músicos que participaron en el álbum tributo.
En 2006, Silver Fist actuó en varios festivales españoles, incluyendo el Rockcinante Excalibur Metal Festival, Viña Rock, Leyendas del Rock y Kastañorock. También realizaron conciertos en Alemania, en los festivales Keep It True y Thrash Till Death.
Ese mismo año, la banda lanzó su segundo álbum, Lágrimas de sangre. El álbum fue preproducido por Big Simon y grabado en los estudios M-20 de Madrid.  Contó con la colaboración de Fredrik Nordström y Hendrik Udd en las mezclas, y de Jowita Kaminska en el diseño de la portada. Nacho Ruiz abandonó la banda para unirse a Mr. Rock, siendo reemplazado por Pablo Fernández.
A principios de 2007, Filtho (Amset) se incorporó como teclista.  La banda realizó una gira por España y participó en festivales como Extremusika, Leyendas del Rock y Heavy Metal Heart Festival.  También actuaron en el extranjero, en el Metal Thunder Fest en Puerto Rico y el Headbangers Open Air en Alemania.  Ese año se publicó Tears of Blood, la versión en inglés de Lágrimas de sangre.
En 2008, Silver Fist actuó en el festival Up The Hammers en Atenas, Grecia. En octubre de 2009, Diego López, José M. Pérez, Iván Manzano y Pablo Fernández abandonaron la banda.
En julio de 2011, se incorporaron nuevos miembros: Fran Soler y Alex Escorza como guitarristas, Julito (ex-Muro) al bajo y Erik Raya a la batería.  Con esta formación, la banda actuó en el Metal Lorca 2011 y en el Triana Metal Festival.  Posteriormente, Antonio Pino reemplazó a Alex Escorza.
En 2012, la banda participó en varios festivales, incluyendo el XXV Aniversario de La Cabaña del Tío Rock, Hontoria del Metal y Ginetarock.
Tras varios cambios en la formación, la banda se estabilizó con la entrada de Carlos G. Hernández "Legolas" (bajo), Nacho de Carlos (guitarra), el regreso de Alex Escorza (guitarra) y Nitro (batería).
En 2015, Silver Fist lanzó el EP Todavía vivo, como adelanto de su álbum Fe ciega, que fue publicado en octubre de 2016 a través de Leyenda Records. Ambos trabajos fueron grabados en los estudios New Life, producidos por José Garrido y Daniel Melián, y masterizados por Mika Jussila.
En 2018, la banda realizó la gira "Fe ciega tour", grabando videoclips para las canciones "Mi rebelión" y "Todavía vivo".  También actuaron en Francia y en varios festivales españoles.  Ese año, la banda grabó la canción "Sangra la tierra" para el álbum benéfico Metal por México.
En julio de 2021, Erik Raya regresó a la banda como batería. En 2022, publicaron el álbum ¿No quedan héroes?, que incluía la canción "Nunca dejes de creer".
En 2023, Silver Fist anunció su disolución.

## Miembros
- Silver Solórzano - Voz
- Ismael Filteau "Filtho" - Teclados
- Carlos G. Hernández "Legobass" - Bajo
- Adrián Aguilera - Guitarra
- Alex Escorza - Guitarra
- Erik Raya - Batería

### Antiguos miembros
- Nacho Ruiz - Guitarra
- Miguel Ángel López "Cachorro" - Guitarra
- Mario García - Bajo
- Iván Manzano - Batería
- José María Pérez - Bajo
- Diego López - Guitarra
- Pablo Fernández - Guitarra
- Antonio Pino - Guitarra
- Fran Soler - Guitarra
- Pedro Vela - Guitarra
- Julio Rico "Julito" - Bajo
- Daniel Corregidor "Nano" - Guitarra
- Manuel Méndez "Nitro" - Batería
- Nacho de Carlos - Guitarra

## Discografía
- Ave Fénix (2004)
- Lágrimas de sangre (2006)
- Tears of Blood (2007) (versión en inglés de Lágrimas de sangre)
- Demo(n) MMVIII (2008) (EP)
- Todavía vivo (2015) (EP)
- Fe ciega (2016)
- ¿No quedan héroes? (2022)

Homenajes
- Tribute to a Madman - Ozzy Osbourne - "Killer of Giants" (2005)
- ...Y serás canción - Tributo a Big Simon - "Mártir" (2007)

### DVD
- Directo HMH Festival (2008)